# Sicyos hillebrandii
Sicyos hillebrandii är en gurkväxtart som beskrevs av St. John. Sicyos hillebrandii ingår i släktet hårgurkor, och familjen gurkväxter. Inga underarter finns listade i Catalogue of Life.